# أندريس رينكون
أندريس رينكون (بالإسبانية: Andrés Rincón)‏ (3 مايو 1995 في المكسيك - ) هو لاعب كرة قدم مكسيكي في مركز الوسط.

## وصلات خارجية
- أندريس رينكون على موقع قاعدة بيانات كرة القدم.إي يو (الإنجليزية)